# Jungenhof
Jungenhof ist ein Gemeindeteil der Stadt Feuchtwangen im Landkreis Ansbach (Mittelfranken, Bayern). Jungenhof liegt in der Gemarkung Banzenweiler.

## Geografie
Die Einöde liegt an der Sulzach. Unmittelbar südlich erhebt sich der Galgenberg. Dort befindet sich eine Neubausiedlung von Feuchtwangen. Eine Gemeindeverbindungsstraße führt nach Poppenweiler (0,6 km nördlich) bzw. zur Staatsstraße 1066 (0,1 km östlich).

## Geschichte
Um 1530 hieß der Ort „Bauerschneiderhof“.
Jungenhof lag im Fraischbezirk des ansbachischen Oberamtes Feuchtwangen. Der Hof hatte das Stiftsverwalteramt Feuchtwangen als Grundherrn. An diesen Verhältnissen änderte sich bis zum Ende des Alten Reiches nichts. Von 1797 bis 1808 unterstand der Ort dem Justiz- und Kammeramt Feuchtwangen.
Mit dem Gemeindeedikt (frühes 19. Jahrhundert) wurde Jungenhof dem Steuerdistrikt Tauberschallbach und der Ruralgemeinde Banzenweiler zugeordnet. Im Zuge der Gebietsreform in Bayern wurde Jungenhof am 1. Juli 1971 nach Feuchtwangen eingemeindet.

## Einwohnerentwicklung
| Jahr      | 001818 | 001840 | 001861 | 001871 | 001885 | 001900 | 001925 | 001950 | 001961 | 001970 | 001987 |
| Einwohner | 7      | 8      | 17     | 16     | 12     | 15     | 11     | 15     | 8      | 9      | 3      |
| Häuser    | 2      | 2      |        |        | 2      | 2      | 2      | 2      | 2      |        | 1      |
| Quelle    | [ 11 ] | [ 12 ] | [ 13 ] | [ 14 ] | [ 15 ] | [ 16 ] | [ 17 ] | [ 18 ] | [ 19 ] | [ 20 ] | [ 1 ]  |

## Religion
Der Ort ist seit der Reformation evangelisch-lutherisch geprägt und bis heute nach St. Johannis (Feuchtwangen) gepfarrt. Die Einwohner römisch-katholischer Konfession sind nach St. Ulrich und Afra (Feuchtwangen) gepfarrt.